# 72 namen op de Eiffeltoren

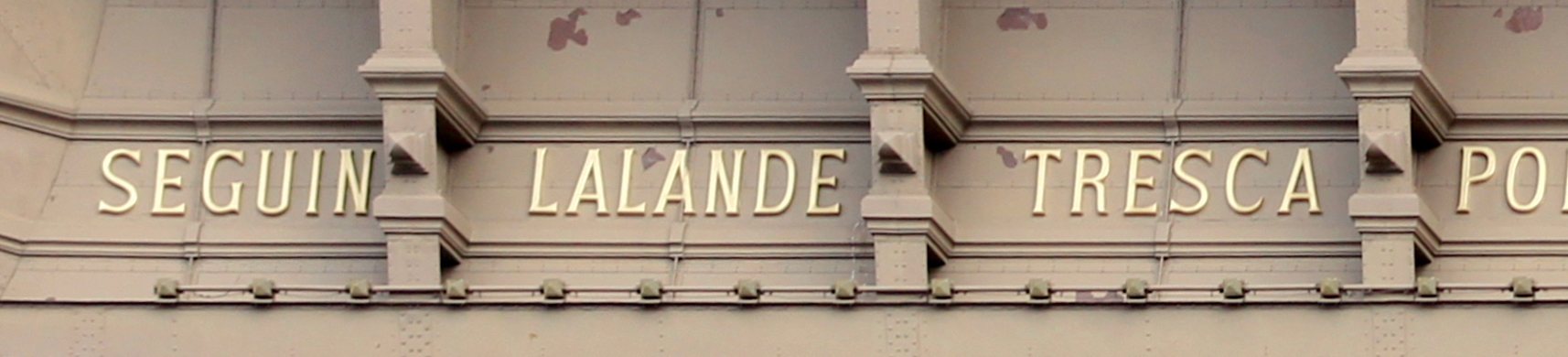
Linkerhoek van de noordwestkant: SEGUIN, LALANDE, TRESCA, PO(NCELET)

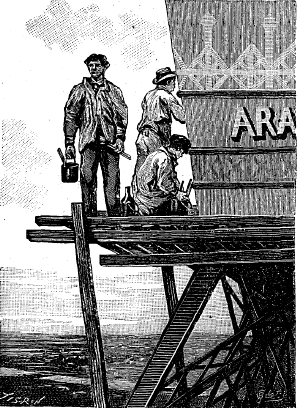
Zo werden de gouden letters aangebracht, let wel: ARAGO staat niet op een hoek

Op de Eiffeltoren zijn in reliëf, met goudkleurige letters, 72 namen aangebracht van Franse wetenschappers, ingenieurs en enkele andere notabele mensen uit erkentelijkheid voor hun bijdragen. "Frans" is daarbij een ruim begrip: Lagrange was van Italiaanse afkomst, Cuvier van Duitse afkomst en Breguet en Sturm van Zwitserse afkomst.
De namen staan in groepen van 18 aan de vier zijden van de toren, aan de buitenzijde van de eerste etage. De letters zijn ca. 60 cm hoog en gesmeed in het ijzer van de eerste omgang en oorspronkelijk verguld. Aan het begin van de 20e eeuw zijn de letters weggeschilderd, maar in 1986-1987 weer tevoorschijn gebracht door de "Société nouvelle d'exploitation de la Tour Eiffel", een maatschappij die gecontracteerd was om de toren zakelijk te exploiteren. In 2010-2011 zijn de letters weer verguld.
De Eiffeltoren is eigendom van de stad Parijs.
| Vermelde naam            | Naam voluit                           | Beroep                                       |
| ------------------------ | ------------------------------------- | -------------------------------------------- |
| richting Trocadéro       |                                       |                                              |
| SEGUIN                   | Marc Seguin                           | werktuigkundige                              |
| LALANDE                  | Jérôme Lalande                        | sterrenkundige                               |
| TRESCA                   | Henri Tresca                          | ingenieur en werktuigkundige                 |
| PONCELET                 | Jean-Victor Poncelet                  | meetkundige                                  |
| BRESSE                   | Jacques Antoine Charles Bresse        | bouwkundig en hydraulisch ingenieur          |
| LAGRANGE                 | Joseph-Louis Lagrange                 | wiskundige                                   |
| BELANGER                 | Jean-Baptiste-Charles-Joseph Bélanger | wiskundige                                   |
| CUVIER                   | Georges Cuvier                        | geoloog                                      |
| LAPLACE                  | Pierre-Simon Laplace                  | wiskundige en sterrenkundige                 |
| DULONG                   | Pierre Louis Dulong                   | natuurkundige en scheikundige                |
| CHASLES                  | Michel Chasles                        | meetkundige                                  |
| LAVOISIER                | Antoine Lavoisier                     | scheikundige                                 |
| AMPERE                   | André-Marie Ampère                    | wiskundige en natuurkundige                  |
| CHEVREUL                 | Michel Eugène Chevreul                | scheikundige                                 |
| FLACHAT                  | Eugène Flachat                        | ingenieur                                    |
| NAVIER                   | Claude-Louis Navier                   | wiskundige                                   |
| LEGENDRE                 | Adrien-Marie Legendre                 | meetkundige                                  |
| CHAPTAL                  | Jean-Antoine Chaptal                  | landbouwkundige en scheikundige              |
| richting Grenelle        |                                       |                                              |
| JAMIN                    | Jules Célestin Jamin                  | natuurkundige                                |
| GAY-LUSSAC               | Joseph Louis Gay-Lussac               | scheikundige                                 |
| FIZEAU                   | Hippolyte Fizeau                      | natuurkundige                                |
| SCHNEIDER                | Henri Schneider                       | industrieel en metaalkundige                 |
| LE CHATELIER             | Henry Louis Le Chatelier              | scheikundige                                 |
| BERTHIER                 | Pierre Berthier                       | mineraloog                                   |
| BARRAL                   | Jean-Augustin Barral                  | landbouwkundige, scheikundige, natuurkundige |
| DE DION                  | Henri de Dion                         | ingenieur                                    |
| GOUIN                    | Ernest Goüin                          | ingenieur en industrieel                     |
| JOUSSELIN                | Louis Didier Jousselin                | ingenieur                                    |
| BROCA                    | Paul Broca                            | geneesheer en antropoloog                    |
| BECQUEREL                | Antoine César Becquerel               | natuurkundige                                |
| CORIOLIS                 | Gustave-Gaspard Coriolis              | ingenieur en natuurkundige                   |
| CAIL                     | Jean-François Cail                    | industrieel                                  |
| TRIGER                   | Jacques Triger                        | ingenieur                                    |
| GIFFARD                  | Henri Giffard                         | ingenieur                                    |
| PERRIER                  | François Perrier                      | aardrijkskundige en wiskundige               |
| STURM                    | Jacques Charles François Sturm        | wiskundige                                   |
| richting École Militaire |                                       |                                              |
| CAUCHY                   | Augustin Louis Cauchy                 | wiskundige                                   |
| BELGRAND                 | Eugene Belgrand                       | ingenieur                                    |
| REGNAULT                 | Henri Victor Regnault                 | scheikundige en natuurkundige                |
| FRESNEL                  | Augustin Jean Fresnel                 | natuurkundige                                |
| DE PRONY                 | Gaspard de Prony                      | ingenieur                                    |
| VICAT                    | Louis Vicat                           | ingenieur                                    |
| EBELMEN                  | Jean-Jacques Ebelmen                  | scheikundige                                 |
| COULOMB                  | Charles-Augustin de Coulomb           | natuurkundige                                |
| POINSOT                  | Louis Poinsot                         | wiskundige                                   |
| FOUCAULT                 | Léon Foucault                         | natuurkundige                                |
| DELAUNAY                 | Charles-Eugène Delaunay               | sterrenkundige                               |
| MORIN                    | Arthur Morin                          | natuurkundige                                |
| HAUY                     | René Just Haüy                        | mineraloog                                   |
| COMBES                   | Charles Combes                        | ingenieur en metaalkundige                   |
| THENARD                  | Louis Jacques Thénard                 | scheikundige                                 |
| ARAGO                    | François Arago                        | sterrenkundige en natuurkundige              |
| POISSON                  | Siméon Poisson                        | wiskundige en natuurkundige                  |
| MONGE                    | Gaspard Monge                         | meetkundige                                  |
| richting La Bourdonnais  |                                       |                                              |
| PETIET                   | Jules Petiet                          | ingenieur                                    |
| DAGUERRE                 | Louis Daguerre                        | kunstenaar en scheikundige                   |
| WURTZ                    | Charles-Adolphe Wurtz                 | scheikundige                                 |
| LE VERRIER               | Urbain Le Verrier                     | sterrenkundige                               |
| PERDONNET                | Albert Auguste Perdonnet              | ingenieur                                    |
| DELAMBRE                 | Jean-Baptiste Joseph Delambre         | sterrenkundige                               |
| MALUS                    | Etienne-Louis Malus                   | natuurkundige                                |
| BREGUET                  | Louis Breguet                         | werktuigkundige en uitvinder                 |
| POLONCEAU                | Antoine-Rémy Polonceau                | ingenieur                                    |
| DUMAS                    | Jean Baptiste André Dumas             | scheikundige                                 |
| CLAPEYRON                | Émile Clapeyron                       | ingenieur                                    |
| BORDA                    | Jean-Charles de Borda                 | wiskundige                                   |
| FOURIER                  | Joseph Fourier                        | wiskundige                                   |
| BICHAT                   | Marie François Xavier Bichat          | anatoom en fysioloog                         |
| SAUVAGE                  | Frédéric Sauvage                      | werktuigkundige                              |
| PELOUZE                  | Théophile-Jules Pelouze               | scheikundige                                 |
| CARNOT                   | Lazare Carnot                         | wiskundige                                   |
| LAME                     | Gabriel Lamé                          | meetkundige                                  |